# Rolf Knieper
Rolf Knieper (* 15. Mai 1941 in Unna) ist ein deutscher Rechtswissenschaftler.

## Leben
Knieper studierte an der Universität Frankfurt a. M., der Freien Universität Berlin und der Harvard Law School. 1967 wurde er in Frankfurt promoviert. 1972 wurde er als Professor an die Universität Bremen berufen. 1974 hielt er sich zu Forschungszwecken in Italien auf, 1977 forschte er beim Internationalen Währungsfonds in Washington, D.C.  2006 wurde Rolf Knieper emeritiert. Forschungsschwerpunkte Kniepers waren das Familienrecht und das internationale Wirtschaftsrecht.
1978/1979 beriet er die Regierung des Tschad bei der Formulierung des Bergbaugesetzes und 1981 bis 1988 die Regierung der Zentralafrikanischen Republik bei der Gesetzgebung. Nach dem Zusammenbruch des Ostblockes beriet er ab 1992 bei der wirtschafts- und privatrechtlichen Gesetzgebung Georgiens, Usbekistans, Albaniens, Turkmenistans, der Mongolei, der Volksrepublik China, Aserbaidschans, Armeniens, Kasachstans, Kirgisistans, und Moldaus. Ab 1997 war er Leiter des Projektes Rechtsreform in den Transformationsstaaten Mittel- und Osteuropas der Deutschen Gesellschaft für Technische Zusammenarbeit.

## Tätigkeiten in Schiedsgerichtsbarkeit
Knieper ist seit vielen Jahren in der internationalen Schiedsgerichtsbarkeit tätig. Teilweise tritt er auch in Verfahren als Sachverständiger auf, so unter anderem für Bidsina Iwanischwili in dessen Verfahren gegen Credit Suisse.
Im Jahr 2018 wurde Knieper aufgrund seiner Verbindungen mit kasachischen Richtern von einem Arbitrationsverfahren disqualifiziert.

## Ehrungen
Knieper ist Honorarprofessor der Staatlichen Juristischen Universität von Almaty (Kasachstan) und Ehrendoktor der Staatlichen Universität Tiflis und der Staatlichen Universität Moldau.
Das Justizministerium der Republik Aserbaidschan verlieh ihm mit der Symbolmedaille die höchste vom dortigen Justizministerium verleihbare Auszeichnung. Am 10. Juli 2006 wurde ihm durch die damalige Bundesjustizministerin Brigitte Zypries das Bundesverdienstkreuz 1. Klasse des Verdienstordens der Bundesrepublik Deutschland übergeben. Das Bundesverdienstkreuz wurde ihm für seinen Beitrag zur internationalen Zusammenarbeit verliehen.

## Werke
- Der Einfluss des Gesetzes gegen Wettbewerbsbeschränkungen auf Überlassung und Nutzung von Betriebsgeheimnissen, Augsburg 1968 (zugl. jur. Diss. Frankfurt a. M. 1968)
- Gesetz und Geschichte: ein Beitrag zu Bestand und Veränderung des Bürgerlichen Gesetzbuches, Nomos, Baden-Baden 1996, ISBN 3-7890-4351-6.
- Rechtsreformen entlang der Seidenstraße : Aufsätze und Vorträge während der beobachtenden Teilnahme an einem gewaltigen Transformationsprozess, Berlin : BWV, Berliner Wissenschafts-Verlag 2006, ISBN 978-3-8305-1235-6.
- Das Privatrecht im Kaukasus und in Zentralasien: Bestandsaufnahme und Entwicklung, mit Lado Chanturia und Hans-Joachim Schramm, BWV, Berlin 2010, ISBN 978-3-8305-1744-3.